# Chrysoesthia verrucosa
Chrysoesthia verrucosa is een vlinder uit de familie tastermotten (Gelechiidae). De wetenschappelijke naam is voor het eerst geldig gepubliceerd in 1999 door Tokar.
De soort komt voor in Europa.